# Bautista Ezcurra
Bautista Ezcurra (Buenos Aires, 21 de abril de 1995) é um jogador de rugby sevens argentino.

## Carreira
Bautista Ezcurra integrou o elenco da Seleção Argentina de Rugbi de Sevens, na Rio 2016, que foi 6º colocada.